# ロックンロール★ダイエット!
『ロックンロール★ダイエット！』（Rock'n Roll ★ Diet!）は、2008年の日本映画。

## 概要

### あらすじ
ジャージ姿で中年太りのメタボ親父が板に付いてしまった元・ロックンローラーの江口巌（嶋大輔）は、ある事件をきっかけに、家族を守るため、かつて履いていた革パンを再び履き、ステージへ立つことを決意する！　そして、巌の過酷な“ロックンロール・ダイエット”が始まる――。

### キャスト
- 江口巌 - 嶋大輔
- 天宮奈々 - 長澤奈央
- 江口なるみ - 波瑠
- 江口ひかり - 紗綾
- 権田亘太 - ウガンダ・トラ
- 丸川哲二 - 濱松敏廣
- 江口弘子 - 三原じゅん子

### スタッフ
- 監督 - 元木隆史
- 脚本 - 神尾麦
- 原作 - 中丸謙一朗
- 製作 - 福井政文、中野猛、松井建始、井之原誠
- エグゼクティブプロデューサー - 小林洋一
- プロデューサー - 太田裕輝、井之原尊
- 音楽プロデューサー - 都田和志
- 撮影 - 中尾正人
- 照明 - 白石宏明
- 録音 - 塩原政勝
- 編集 - 石川真吾
- 美術 - 井上心平
- 制作 - バイオタイド、素浪人
- 配給 - バイオタイド
- 上映時間 - 102分

### 楽曲
- 主題歌 - 嶋大輔&ロックンロール★ダイエットBAND「Rock'n Roll Diet」
- テーマ曲 - 長澤奈央「二人だけの唄」
- 挿入歌 - 大黒摩季「ROCK YOU, ROCK ME」

### オリジナルサウンドトラック
- 「Rock’n Roll Diet」 BELLWOOD RECORDS 2008年9月10日 ASIN B001E8NM0C